# Lignières-de-Touraine
Pour les articles homonymes, voir Lignières.
Lignières-de-Touraine est une commune française du département d'Indre-et-Loire, en région Centre-Val de Loire.

## Géographie

### Situation
Le territoire communal est arrosé par l’Indre et hors de portée de crues de la Loire. Ce village se situe près de Villandry, Langeais et Azay-le-Rideau.
| Bréhémont |                       | La Chapelle-aux-Naux |
| Bréhémont | Lignières-de-Touraine | Vallères             |
| Bréhémont | Azay-le-Rideau        |                      |

### Hydrographie

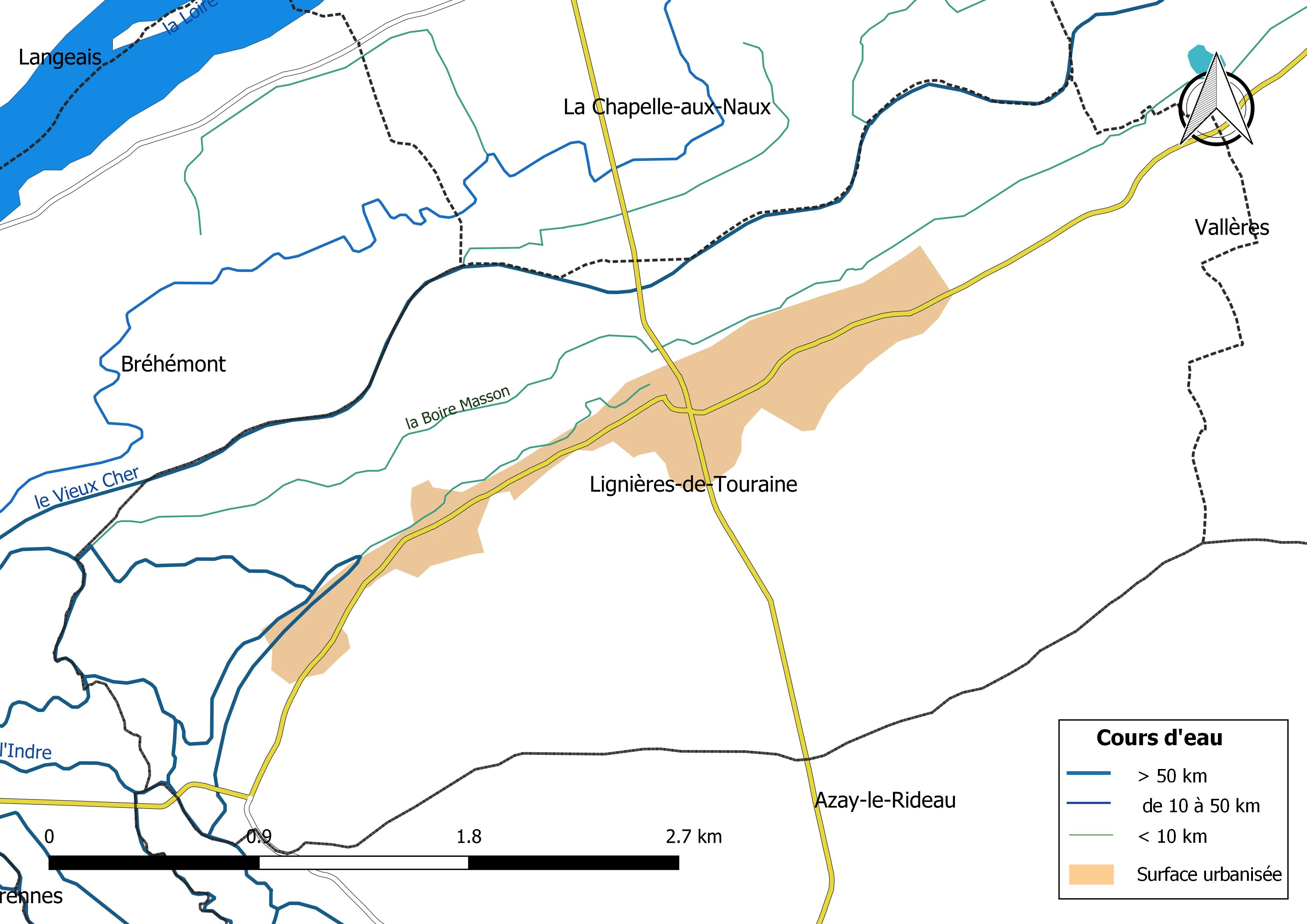
Réseau hydrographique de Lignières-de-Touraine.

La commune est traversée par l'Indre (0,347 km). Le réseau hydrographique communal, d'une longueur totale de 16,22 km, comprend un autre cours d'eau notable, le Vieux Cher (3,69 km), et six petits cours d'eau dont la Boire Masson (5,227 km),.
L'Indre, d'une longueur totale de 279,4 km, prend sa source à une altitude de 453 m sur le territoire de Saint-Priest-la-Marche dans le  département du Cher et se jette dans la Loire à Avoine, après avoir traversé 58 communes. Les crues de l'Indre sont le plus souvent de type inondation de plaine. Sur le plan de la prévision des crues, la commune est située dans le tronçon de l'Indre tourangelle, dont la station hydrométrique de référence la plus proche est située à Cormery. La hauteur maximale historique a été atteinte en novembre 1770 avec 4,90 m.
Ce cours d'eau est classé dans les listes 1 et 2 au titre de l'article L. 214-17 du code de l'environnement sur le Bassin Loire-Bretagne. Au titre de la liste 1, aucune autorisation ou concession ne peut être accordée pour la construction de nouveaux ouvrages s'ils constituent un obstacle à la continuité écologique et le renouvellement de la concession ou de l'autorisation des ouvrages existants est subordonné à des prescriptions permettant de maintenir le très bon état écologique des eaux. Au titre de la liste 2, tout ouvrage doit être géré, entretenu et équipé selon des règles définies par l'autorité administrative, en concertation avec le propriétaire ou, à défaut, l'exploitant,. 
Sur le plan piscicole, l'Indre est classée en deuxième catégorie piscicole. Le groupe biologique dominant est constitué essentiellement de poissons blancs (cyprinidés) et de carnassiers (brochet, sandre et perche).
Le Vieux Cher, d'une longueur totale de 24,4 km, prend sa source dans la commune de Druye et se jette dans la Loire à Bréhémont, après avoir traversé 8 communes. 
Sur le plan piscicole, le Vieux Cher est également classé en deuxième catégorie piscicole.
En 2019, la commune est membre de la communauté de communes Touraine Vallée de l'Indre qui est elle-même adhérente au syndicat d'aménagement de la vallée de l'Indre. Créé par arrêté préfectoral du 12 septembre 1985 à la suite des crues historiques de décembre 1982 et janvier 1983, ce syndicat a pour vocation d'une part l'atteinte du bon état écologique des cours d'eau par des actions de restauration de zones humides et des cours d'eau, et d'autre part de participer à la lutte contre les inondations par des opérations de sensibilisation de la population ou de restauration et d'entretien sur le lit mineur, et sur les fossés situés dans le lit majeur de l'Indre appelés localement « boires », et de l'ensemble des cours d'eau du bassin versant de l'Indre.
Deux zones humides ont été répertoriées sur la commune par la direction départementale des territoires (DDT) et le conseil départemental d'Indre-et-Loire : « la vallée de l'Indre : du Moulin du Roi à la Grande Pièce » et « Le Vieux Cher »,.

### Climat
Pour des articles plus généraux, voir Climat du Centre-Val de Loire et Climat d'Indre-et-Loire.
En 2010, le climat de la commune est de type climat océanique altéré, selon une étude du Centre national de la recherche scientifique s'appuyant sur une série de données couvrant la période 1971-2000. En 2020, Météo-France publie une typologie des climats de la France métropolitaine dans laquelle la commune est toujours exposée à un climat océanique altéré et est dans la région climatique Moyenne vallée de la Loire, caractérisée par une bonne insolation (1 850 h/an) et un été peu pluvieux.
Pour la période 1971-2000, la température annuelle moyenne est de 11,7 °C, avec une amplitude thermique annuelle de 14,4 °C. Le cumul annuel moyen de précipitations est de 683 mm, avec 10,6 jours de précipitations en janvier et 6,9 jours en juillet. Pour la période 1991-2020, la température moyenne annuelle observée sur la station météorologique installée sur la commune est de 11,8 °C et le cumul annuel moyen de précipitations est de 700,0 mm,. Pour l'avenir, les paramètres climatiques de la commune estimés pour 2050 selon différents scénarios d'émission de gaz à effet de serre sont consultables sur un site dédié publié par Météo-France en novembre 2022.
| Mois                                  | jan.             | fév.          | mars         | avril         | mai           | juin          | jui.         | août           | sep.          | oct.            | nov.          | déc.            | année      |
| ------------------------------------- | ---------------- | ------------- | ------------ | ------------- | ------------- | ------------- | ------------ | -------------- | ------------- | --------------- | ------------- | --------------- | ---------- |
| Température minimale moyenne (°C)     | 1,8              | 1,4           | 3,1          | 5             | 8,6           | 12            | 13,5         | 13,2           | 9,8           | 7,6             | 4,1           | 2               | 6,8        |
| Température moyenne (°C)              | 4,7              | 5,2           | 8            | 10,7          | 14,3          | 17,9          | 19,8         | 19,7           | 15,9          | 12,2            | 7,7           | 5               | 11,8       |
| Température maximale moyenne (°C)     | 7,6              | 9,1           | 13           | 16,4          | 20,1          | 23,8          | 26           | 26,2           | 22            | 16,8            | 11,3          | 8               | 16,7       |
| Record de froid (°C) date du record   | −16,5 17.01.1987 | −15 12.02.12  | −13 01.03.05 | −4,5 03.04.13 | −2 06.05.19   | 0,5 01.06.06  | 5,5 10.07.04 | 4,5 28.08.1998 | 0,5 25.09.02  | −6,5 30.10.1997 | −9 24.11.1998 | −11 30.12.1996  | −16,5 1987 |
| Record de chaleur (°C) date du record | 17,3 01.01.23    | 22,5 27.02.19 | 26 31.03.21  | 31 20.04.18   | 33,5 28.05.17 | 41,5 29.06.19 | 42 25.07.19  | 40,5 07.08.20  | 36,6 09.09.23 | 32,5 02.10.23   | 22,5 07.11.15 | 18,5 16.12.1989 | 42 2019    |
| Précipitations (mm)                   | 67,3             | 53,3          | 50,4         | 55,8          | 58,3          | 51,5          | 44,4         | 48,9           | 52,9          | 68,9            | 73            | 75,3            | 700        |

## Urbanisme

### Typologie
Au 1er janvier 2024, Lignières-de-Touraine est catégorisée bourg rural, selon la nouvelle grille communale de densité à sept niveaux définie par l'Insee en 2022.
Elle est située hors unité urbaine. Par ailleurs la commune fait partie de l'aire d'attraction de Tours, dont elle est une commune de la couronne,. Cette aire, qui regroupe 162 communes, est catégorisée dans les aires de 200 000 à moins de 700 000 habitants,.

### Occupation des sols
L'occupation des sols de la commune, telle qu'elle ressort de la base de données européenne d’occupation biophysique des sols Corine Land Cover (CLC), est marquée par l'importance des territoires agricoles (70,3 % en 2018), en diminution par rapport à 1990 (78 %). La répartition détaillée en 2018 est la suivante : 
cultures permanentes (48,2 %), zones agricoles hétérogènes (17 %), forêts (16,8 %), zones urbanisées (13 %), prairies (5,1 %). L'évolution de l’occupation des sols de la commune et de ses infrastructures peut être observée sur les différentes représentations cartographiques du territoire : la carte de Cassini (XVIIIe siècle), la carte d'état-major (1820-1866) et les cartes ou photos aériennes de l'IGN pour la période actuelle (1950 à aujourd'hui).

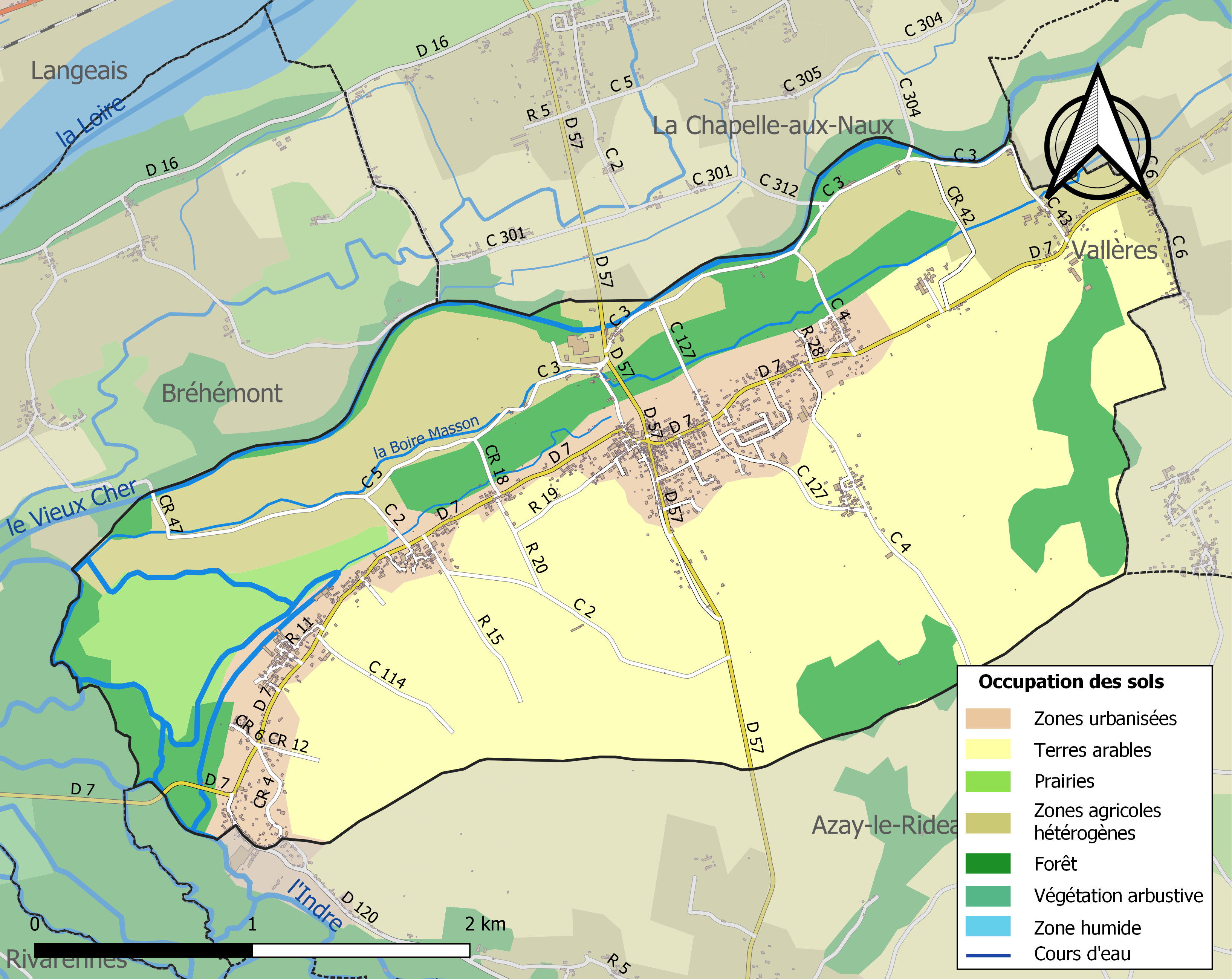
Carte des infrastructures et de l'occupation des sols de la commune en 2018 (CLC).

### Risques majeurs
Le territoire de la commune de Lignières-de-Touraine est vulnérable à différents aléas naturels : météorologiques (tempête, orage, neige, grand froid, canicule ou sécheresse), inondations, feux de forêts et séisme (sismicité faible). Il est également exposé à un risque technologique, le risque nucléaire. Un site publié par le BRGM permet d'évaluer simplement et rapidement les risques d'un bien localisé soit par son adresse soit par le numéro de sa parcelle.

#### Risques naturels
Certaines parties du territoire communal sont susceptibles d’être affectées par le risque d’inondation par débordement de cours d'eau, notamment le Vieux Cher et l'Indre. La commune a été reconnue en état de catastrophe naturelle au titre des dommages causés par les inondations et coulées de boue survenues en 1982, 1991 et 1999,.
Pour anticiper une remontée des risques de feux de forêt et de végétation vers le nord de la France en lien avec le dérèglement climatique, les services de l’État en région Centre-Val de Loire (DREAL, DRAAF, DDT) avec les SDIS ont réalisé en 2021 un atlas régional du risque de feux de forêt, permettant d’améliorer la connaissance sur les massifs les plus exposés. La commune, étant pour partie dans le massif de Villandry, est classée au niveau de risque 3, sur une échelle qui en comporte quatre (1 étant le niveau maximal).

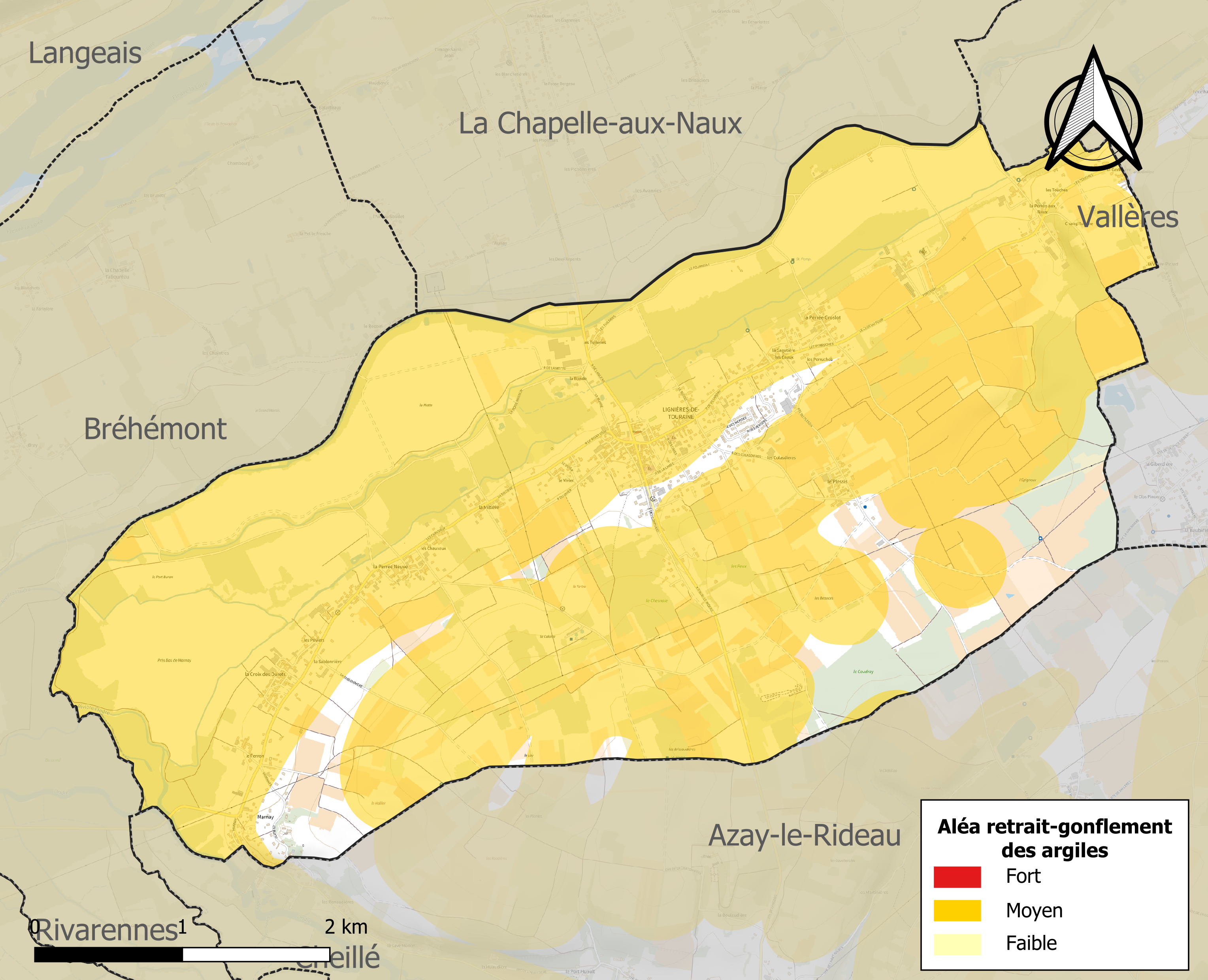
Carte des zones d'aléa retrait-gonflement des sols argileux de Lignières-de-Touraine.

Le retrait-gonflement des sols argileux est susceptible d'engendrer des dommages importants aux bâtiments en cas d’alternance de périodes de sécheresse et de pluie. 88 % de la superficie communale est en aléa moyen ou fort (90,2 % au niveau départemental et 48,5 % au niveau national). Sur les 611 bâtiments dénombrés sur la commune en 2019, 511 sont en aléa moyen ou fort, soit 84 %, à comparer aux 91 % au niveau départemental et 54 % au niveau national. Une cartographie de l'exposition du territoire national au retrait gonflement des sols argileux est disponible sur le site du BRGM,.
Concernant les mouvements de terrains, la commune a été reconnue en état de catastrophe naturelle au titre des dommages causés par la sécheresse en 2017 et par des mouvements de terrain en 1999.

#### Risques technologiques
En cas d’accident grave, certaines installations nucléaires sont susceptibles de rejeter dans l’atmosphère de l’iode radioactif. La commune étant située dans le périmètre immédiat de 10 km autour de la centrale nucléaire de Chinon, elle est exposée au risque nucléaire. À ce titre les habitants de la commune ont bénéficié, à titre préventif, d'une distribution de comprimés d’iode stable dont l’ingestion avant rejet radioactif permet de pallier les effets sur la thyroïde d’une exposition à de l’iode radioactif. En cas d'incident ou d'accident nucléaire, des consignes de confinement ou d'évacuation peuvent être données et les habitants peuvent être amenés à ingérer, sur ordre du préfet, les comprimés en leur possession.

## Toponymie
Il s'agit d'un ancien  linarium, linaria, un « lieu où on cultive le lin ».

## Histoire

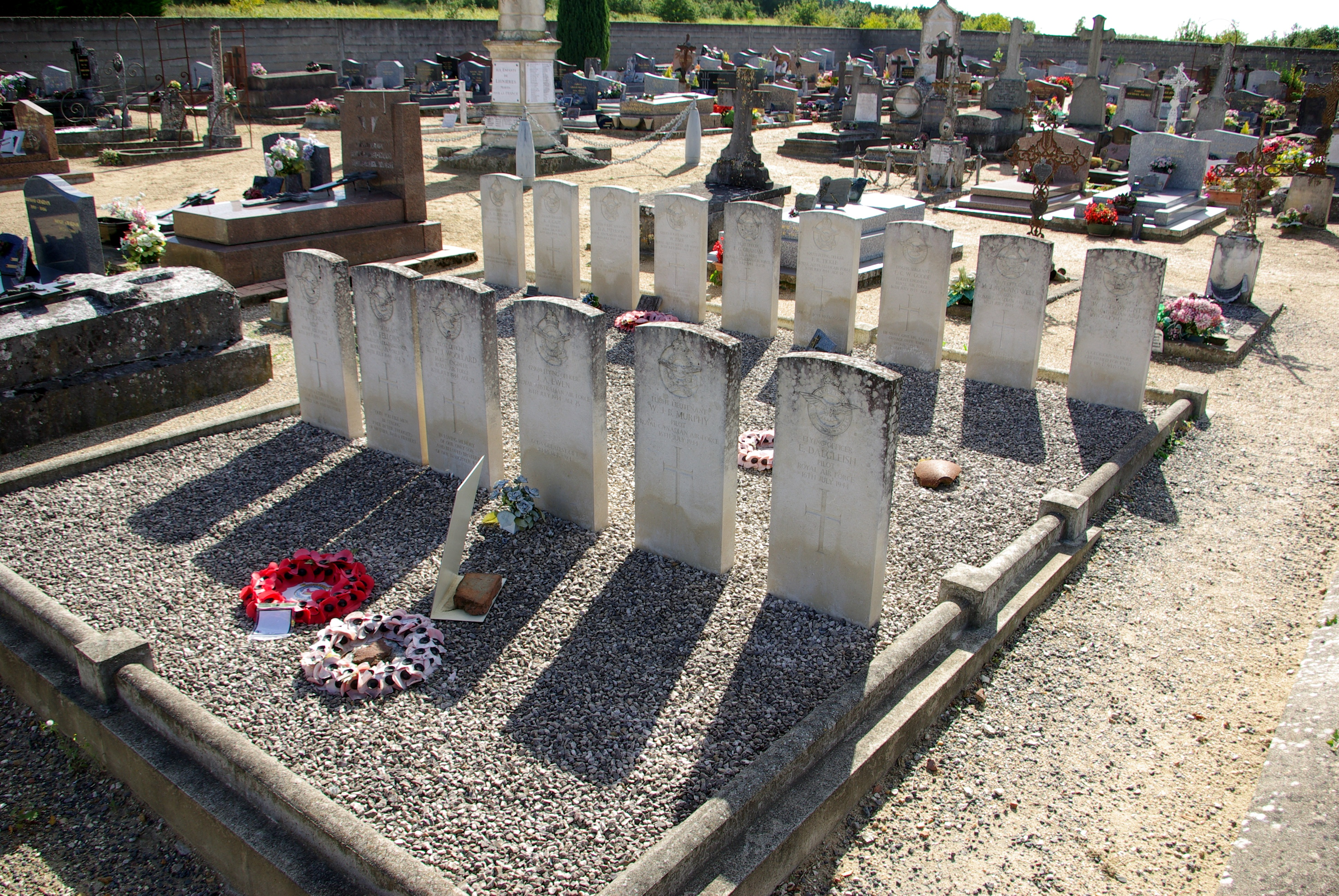
Sépultures des aviateurs alliés.

Le 16 juillet 1944, une flottille de 104 bombardiers Avro Lancaster de la Royal Air Force se dirige vers Nevers pour y effectuer une mission de bombardement. Au-dessus de Lignières-de-Touraine, deux avions se percutent en vol et explosent ; les quinze membres des deux équipages (six Britanniques, six Australiens et trois Canadiens) sont tués. Ils sont inhumés dans le cimetière de Lignières.

## Politique et administration

### Tendances politiques
| Scrutin             | Scrutin             | 1er tour | 1er tour | 1er tour | 1er tour | 1er tour | 1er tour | 1er tour | 1er tour | 1er tour | 1er tour | 1er tour | 1er tour | 2d tour | 2d tour | 2d tour | 2d tour | 2d tour  | 2d tour |
| Scrutin             | Scrutin             | 1er      | 1er      | %        | 2e       | 2e       | %        | 3e       | 3e       | %        | 4e       | 4e       | %        | 1er     | 1er     | %       | 2e      | 2e       | %       |
| ------------------- | ------------------- | -------- | -------- | -------- | -------- | -------- | -------- | -------- | -------- | -------- | -------- | -------- | -------- | ------- | ------- | ------- | ------- | -------- | ------- |
| Présidentielle 2017 | Présidentielle 2017 |          | FN       | 24,94    |          | LR       | 21,23    |          | EM       | 18,15    |          | LFI      | 17,53    |         | EM      | 58,13   |         | FN       | 41,87   |
| Présidentielle 2022 | Présidentielle 2022 |          | LREM     | 30,71    |          | RN       | 29,81    |          | LFI      | 12,77    |          | REC      | 5,03     |         | LREM    | 54,69   |         | RN       | 45,31   |
| Législatives 2022   | 4e                  |          | RE-Ens   | 33,40    |          | RN       | 28,74    |          | PS-Nupes | 22,06    |          | LR       | 7,09     |         | RE-Ens  | 53,11   |         | PS-Nupes | 46,89   |
| Législatives 2024   | 4e                  |          | RN       | 39,94    |          | RE-Ens   | 30,68    |          | PS-NFP   | 21,13    |          | LR       | 7,81     |         | RN      | 52,09   |         | PS-NFP   | 47,91   |

## Population et société

### Démographie
L'évolution du nombre d'habitants est connue à travers les recensements de la population effectués dans la commune depuis 1793. Pour les communes de moins de 10 000 habitants, une enquête de recensement portant sur toute la population est réalisée tous les cinq ans, les populations de référence des années intermédiaires étant quant à elles estimées par interpolation ou extrapolation. Pour la commune, le premier recensement exhaustif entrant dans le cadre du nouveau dispositif a été réalisé en 2005.

En 2022, la commune comptait 1 319 habitants, en évolution de +1,54 % par rapport à 2016 (Indre-et-Loire : +1,67 %, France hors Mayotte : +2,11 %).
| 1793 | 1800 | 1806 | 1821 | 1831 | 1836 | 1841 | 1846 | 1851 |
| ---- | ---- | ---- | ---- | ---- | ---- | ---- | ---- | ---- |
| 664  | 689  | 717  | 712  | 829  | 835  | 865  | 941  | 973  |

| 1856  | 1861  | 1866  | 1872  | 1876  | 1881  | 1886  | 1891  | 1896  |
| ----- | ----- | ----- | ----- | ----- | ----- | ----- | ----- | ----- |
| 1 021 | 1 035 | 1 044 | 1 035 | 1 027 | 1 079 | 1 064 | 1 024 | 1 019 |

| 1901 | 1906 | 1911 | 1921 | 1926 | 1931 | 1936 | 1946 | 1954 |
| ---- | ---- | ---- | ---- | ---- | ---- | ---- | ---- | ---- |
| 984  | 994  | 974  | 810  | 812  | 823  | 832  | 879  | 831  |

| 1962 | 1968 | 1975  | 1982 | 1990 | 1999 | 2005 | 2006  | 2010  |
| ---- | ---- | ----- | ---- | ---- | ---- | ---- | ----- | ----- |
| 925  | 957  | 1 018 | 957  | 974  | 928  | 998  | 1 007 | 1 130 |

| 2015  | 2020  | 2022  | - | - | - | - | - | - |
| ----- | ----- | ----- | - | - | - | - | - | - |
| 1 293 | 1 306 | 1 319 | - | - | - | - | - | - |

### Enseignement
Lignières-de-Touraine se situe dans l'Académie d'Orléans-Tours (Zone B) et dans la circonscription de Langeais.
L'école primaire Moulin-Prévert accueille les élèves de la commune.

## Culture locale et patrimoine

### Lieux et monuments

#### L'église Saint-Martin

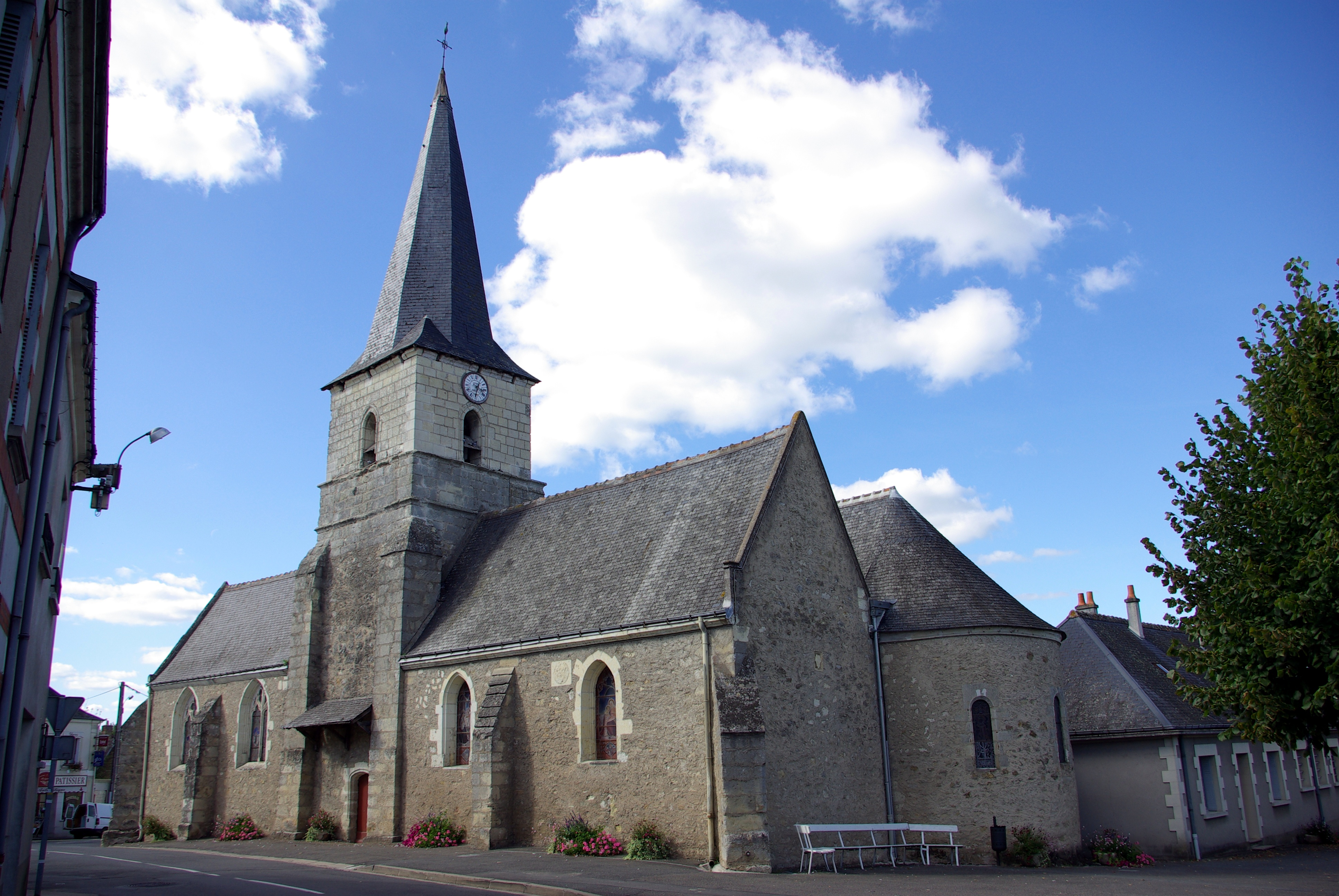
L'église Saint-Martin.

L'église Saint-Martin de Lignières-de-Touraine est un édifice roman agrandi par un collatéral aux XVIe siècle. Elle est remaniée à la fin du XIXe siècle par l'abbé Brisacier. Classée en 2014 au titre des Monuments historiques.
Sous un repeint datant de 1876, un ensemble de fresques romanes et gothiques a été mis au jour en 2009 dans le chœur et l'abside sous la direction d'Arnaud de Saint Jouan ACMH, et de la Conservation régionale des monuments historiques du Centre par Geneviève Reille-Taillefert et l'atelier ART SA. Les peintures murales et les fresques se situent dans la partie la plus ancienne de l’église, datée du XIIe siècle et peuvent être considérées comme contemporaines de sa construction.
Occupant la totalité de la voûte en cul de four, un Christ Pantocrator a été mis au jour encadré par les symboles des quatre évangélistes, deux séraphins et deux anges thuriféraires.
Sur la voûte en berceau du chœur, les peintures se lisent depuis le chœur vers la nef (d'est en ouest). Du côté nord, on peut reconnaître sur le registre supérieur : Le cycle de la Genèse portant sur la création d’Adam et Ève, le jardin d'Éden, l’arbre de la connaissance, la tentation, Adam et Ève condamnés et vêtus de peaux de bête chassés du paradis. Sur le registre inférieur : le banquet du nouveau riche, la bonne mort du pauvre Lazare, la mauvaise mort du riche et sa condamnation en enfer.
Sur le côté sud, seul le registre supérieur subsiste, portant sur le Nouveau Testament, il figure le baptême du Christ et les trois Tentations de Jésus dans le désert, par trois diables différents symbolisant les tentations magistrales.
Sur l'arc triomphal entre la nef et le chœur, figure le calendrier des travaux des mois de l'année. Les deux scènes inférieures de décembre et janvier ont été détruites lors de la restauration de l'église en 1876 pour faire place à des colonnes à chapiteaux corinthiens.

#### Le manoir de Fontenay

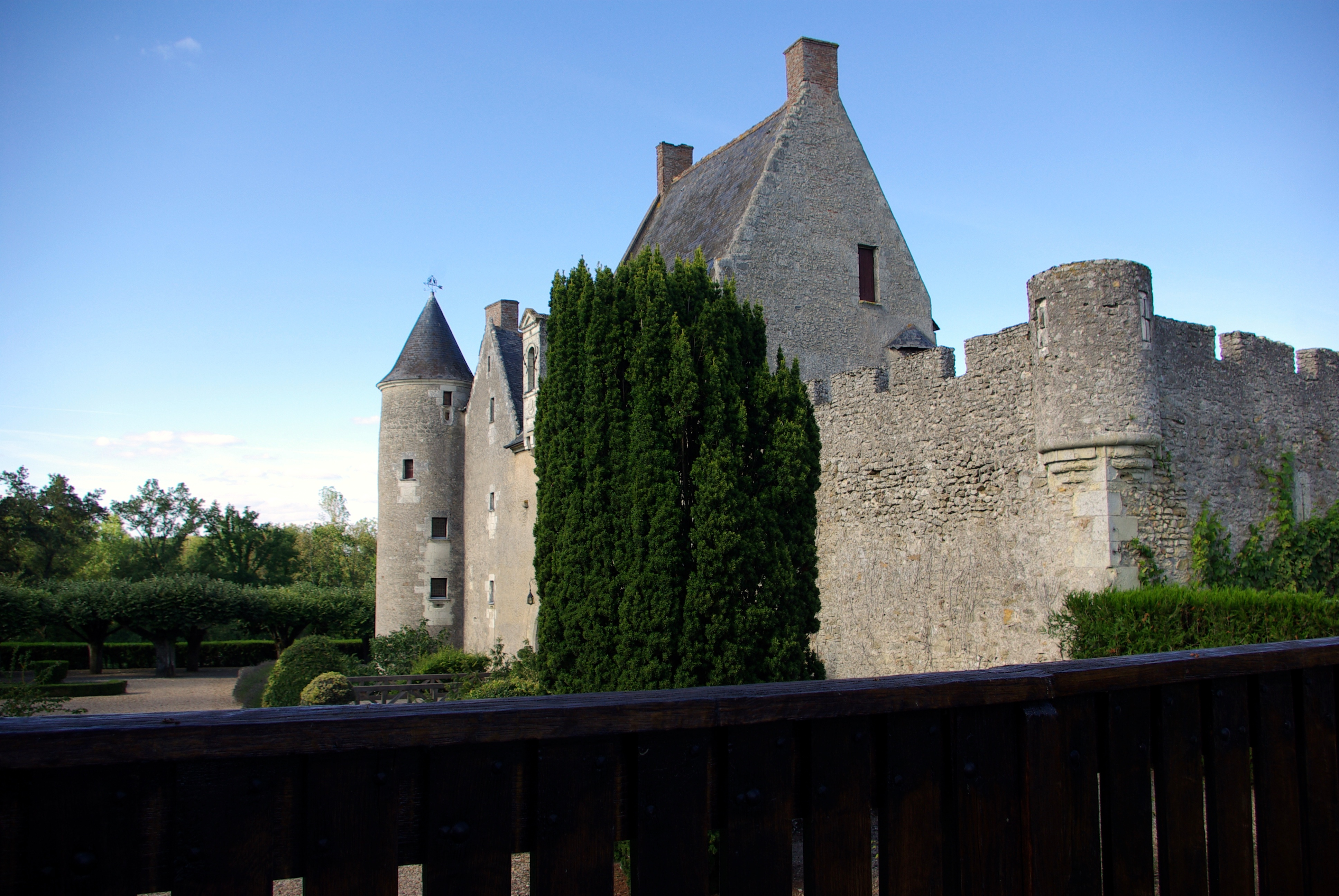
Le manoir de Fontenay.

Construit entre le XVe et le XVIe siècle, le manoir de Fontenay dépendait de Rillé. Il fut construit sur une ancienne villa gallo-romaine.
Le château a été inscrit aux Monuments historiques le 6 mars 1947.